# Scott Cranham
Scott Cranham (Toronto, 8 settembre 1954) è un tuffatore e allenatore di tuffi canadese.

## Biografia
Rappresentò il Canada ai Giochi olimpici estivi di Monaco di Baviera 1972 e Montréal 1976, senza riuscire a vincere medaglie. Avrebbe dovuto competere anche alle Olimpiadi di Mosca 1980, ma non vi partecipò a causa del boicottagio canadese.
Si affermò ai Giochi del Commonwealth di Christchurch 1974 e di Edmonton 1978, vincendo in entrambe le edizioni l'argento nel trampolino 3 metri ed il bronzo dalla piattaforma 10 metri.
Dopo il ritiro dall'attività agonistica, fece coming out dichiarandosi gay.
Greg Louganis, nella propria autobiografia Breaking the Surface, scrisse che Cranham fu il primo atleta a cui svelò la propria omosessualità; all'epoca Cranham, che all'epoca non si era ancora dichiarato, non reagì positivamente. I due ora sono amici. Nell'adattamento cinematografico del libro del 1997 Breaking the Surface: The Greg Louganis Story, il personaggio di Cranham è stato interpretato da Gregor Trpin.
Partecipò ai Gay Games di Vancouver del 1990 ed a quelli di New York del 1994, vincendo in entrambi gli eventi medaglie nelle classi di competizione dei 35-39 anni.
Divenne allenatore per il Diving Plongeon Canada.

## Palmarès
- Giochi del Commonwealth

Christchurch 1974: argento nel trampolino 3 m; bronzo nella piattaforma 10 m;
Edmonton 1978: argento nel trampolino 3 m; bronzo nella piattaforma 10 m;